# Rómulo Roux
Pour les articles homonymes, voir Roux (patronyme).

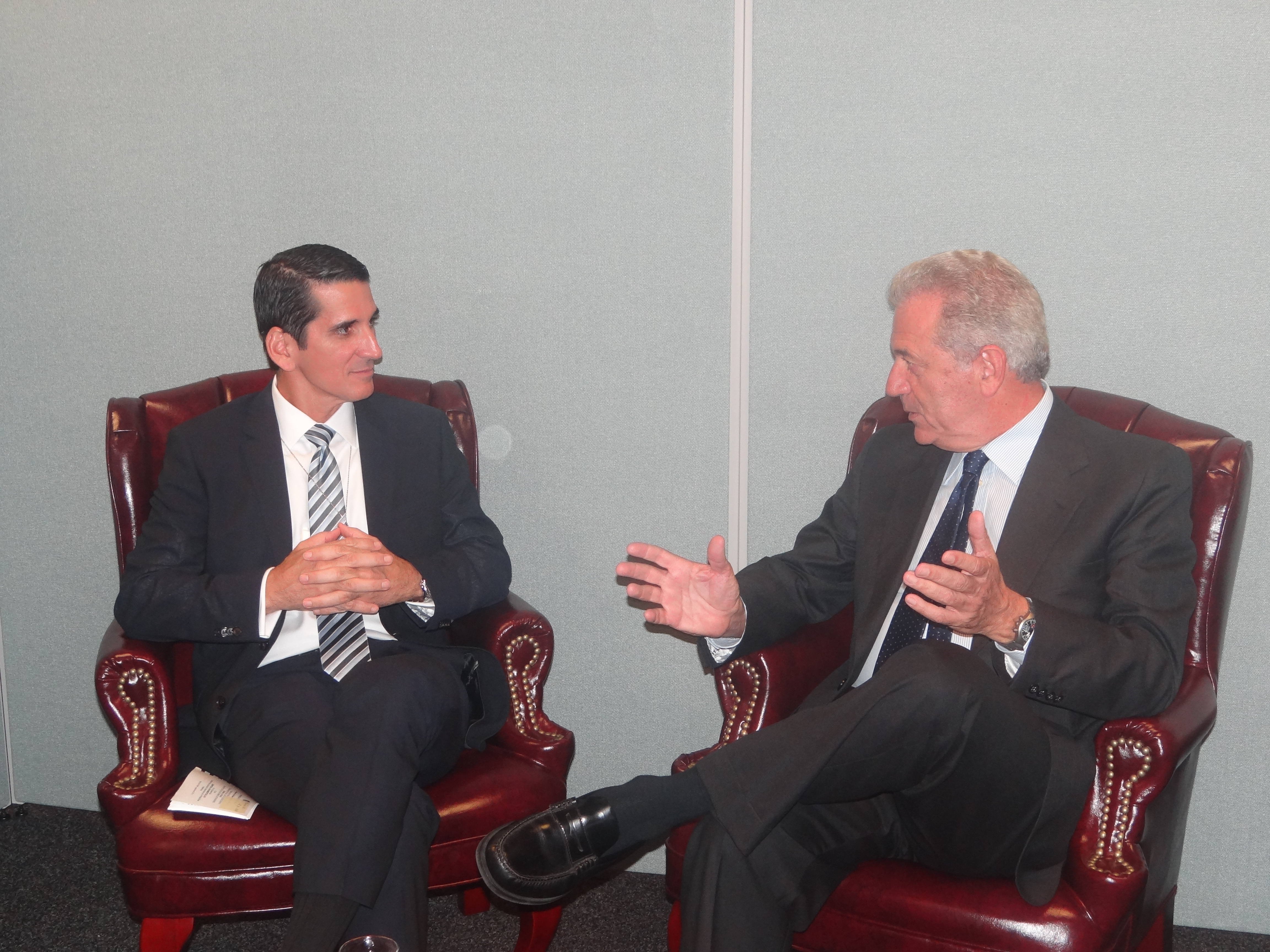
Rómulo Roux (à gauche), ministre des Affaires extérieures, lors d'une réunion avec le ministre grec des Affaires étrangères, Dimitris Avramopoulos, septembre 2012.

Rómulo Alberto Roux Moses (né à Panama City le 8 janvier 1965) est un homme politique panaméen, président du parti Changement démocratique (en) depuis janvier 2018.

## Biographie
Outre sa carrière en politique, Rómulo Roux est un riche avocat associé au cabinet Morgan & Morgan. Ses principales activités incluent la création de sociétés, un sujet qui suscite de vives critiques au Panama. Il entretient également des liens étroits avec le secteur minier.
Ministre des Relations extérieures du Panama de 2012 à 2013 sous la présidence de Ricardo Martinelli, il était le candidat du parti Changement démocratique (en) à l'élection présidentielle panaméenne de 2019. 
Il entre ensuite en conflit avec Ricardo Martinelli et parvient à garder la main sur le parti, conduisant Martinelli à en fonder un autre. 